# Pontus Böckman

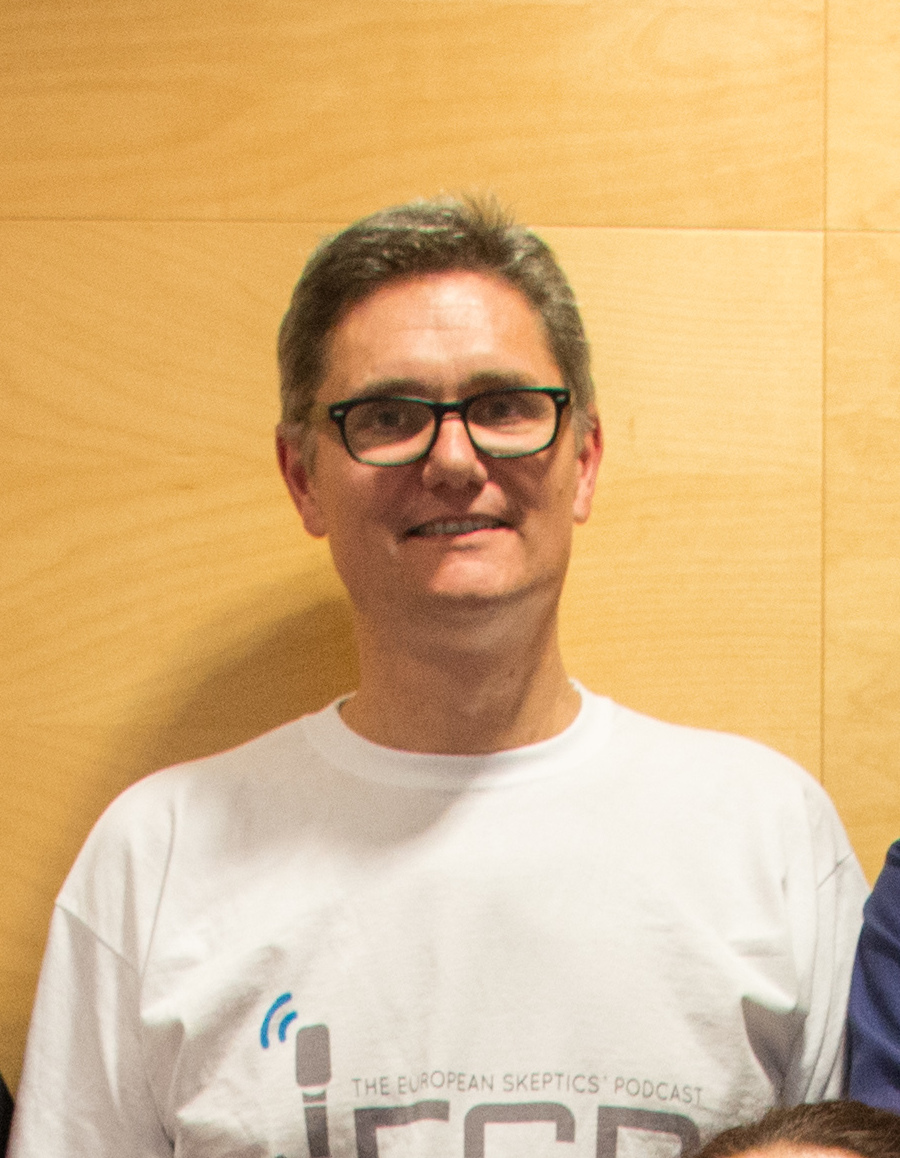
Pontus Böckman (2017)

Pontus Böckman, född 1964 och bosatt i Malmö är skeptiker, civilekonom och sedan augusti 2018 ordförande för föreningen Vetenskap och Folkbildning.

## Biografi
Böckman är son till konstnären Bengt Böckman och författaren Heddi Böckman. Böckman har varit aktiv inom skeptikerrörelsen sedan 2011. År 2013 var han med om att starta lokalavdelningen VoF Skåne där han fortfarande är ordförande. Han blev invald i riksstyrelsen året därpå och har där innehaft posterna vice ordförande och kassör. Utöver det representerar han Vetenskap och Folkbildning i paraplyorganisationen ECSO, the European Council of Skeptical Organisations.
Pontus Böckman tog i augusti 2018 över ordförandeskapet efter Peter Olausson.

### Podcasten The ESP
Förutom att Pontus Böckman är verksam som civilekonom och aktiv i VoF så är han också en av medlemmarna i podcasten The ESP, the European Skeptics Podcast. The ESP är en engelskspråkig podcast som sänds varje vecka och som drivs av tre skeptiker från tre olika europeiska länder. Han har också hållit tal på Skepticamp 2014, 2015 och 2017. Skepticamp inleder den årliga QED-konferensen i Manchester.